# Arenaria retusa
Arenaria retusa (Boiss.), es una especie de planta herbácea perteneciente a la familia de las cariofiláceas.

## Descripción
Hierba anual de hasta 23 cm. Tallos con pelos glandulosos y eglandulosos. Hojas, al menos en su tercio inferior oblongo-lanceoladas, planas y delgadas. Flores blancas, con pelos glandulosos en el cáliz y pétalos retusos o truncados. Los pedicelos durante la fructificación pueden alcanzar una longitud de hasta 27 mm. Cápsula entre ovado-coníca y globoso-cónica, en mayor o menor medida coriácea. Florece en primavera.

## Distribución y hábitat
Endemismo bermejense en Andalucía en España, que se extiende por Sierra Bermeja, cerro Abanto, Sierra Real, Sierra Palmitera, Sierra Alpujata y Sierra Parda de Tolox. De forma disyunta en Sierra de Aguas. Habita en pastizales xerofíticos en laderas pedregosas. Peridotitas. 400-1000 m.

## Taxonomía
Arenaria retusa fue descrita por Pierre Edmond Boissier   y publicado en Voy. Bot. Espagne 2: 99, tab. 27a (1840)
Citología
Número de cromosomas de Arenaria retusa (Fam. Caryophyllaceae) y táxones infraespecíficos: 2n=36
Etimología
Arenaria: nombre genérico que deriva del término latino arenarius  = "de arena, arenoso". Adjetivo sustantivado: la planta a la que J.Bauhin dio este nombre en 1631 vive en terreno arenoso.
retusa: epíteto latino que significa "roma, con punta dentada".
Variedad
- Arenaria retusa subsp. arundana (Gallego) Rivas Mart. & al.

Sinonimia
- Arenaria arundana Gallego[6]